# Piaski (Grande Polonia)
Piaski è un comune rurale polacco del distretto di Gostyń, nel voivodato della Grande Polonia.
Ricopre una superficie di 100,7 km² e nel 2006 contava 8 293 abitanti.
Nella località di Głogówko sorge la basilica sulla Santa Montagna, una chiesa barocca con la più grande cupola della Polonia.